# Jenišovice (Chrudimi járás)
Jenišovice település Csehországban, a Chrudimi járásban. Jenišovice Rosice, Vinary, Chroustovice, Luže, Lozice és Řepníky településekkel határos. Lakosainak száma 432 fő (2024. január 1.).

## Népesség
A település lakosságának változását az alábbi diagram mutatja:
| Lakosok száma | 922  | 960  | 997  | 680  | 513  | 457  | 413  | 424  | 434  | 432  |
|               | 1869 | 1890 | 1921 | 1950 | 1980 | 2001 | 2017 | 2019 | 2022 | 2024 |